# Idiospermum australiense
Idiospermum australiense är en tvåhjärtbladig växtart som först beskrevs av Friedrich Ludwig Diels, och fick sitt nu gällande namn av Stanley Thatcher Blake. Idiospermum australiense ingår i släktet Idiospermum och familjen Calycanthaceae. Inga underarter finns listade i Catalogue of Life.